# 南イタリア

南イタリア8州（サルデーニャが入っている）

南イタリア（みなみイタリア）は、イタリアの南部地域の呼称。メッツォジョールノ（Mezzogiorno：イタリア語で正午の意味）という俗称もあり、これは南イタリアを征服したジュゼッペ・ガリバルディによって広められた。

## 定義
イタリアは南北に二分する場合と、北部・中部・南部に三分する場合があるが、主に後者の場合が多い。「南イタリア」に含まれる州は、論者や観点により変動する。
国立統計研究所 (ISTAT) は統計上イタリアを5地域に区分しており、イタリア南部（伊: Italia meridionale、英: South Italy）にはカンパニア州、アブルッツォ州、モリーゼ州、プッリャ州、バジリカータ州、カラブリア州の6州が入る。欧州連合 (EU) も、第一種地域統計分類単位 (NUTS 1) や欧州議会の議員選挙の区割りとしてこの区分を用いている。
「南イタリア」は、この南部6州にシチリア州を加える場合が多い。これは、イタリア統一以前の両シチリア王国（中世以来のシチリア王国とナポリ王国）の領域に由来し、極めて近似した文化と密接な経済網を持つと考えられている。
また、これにラツィオ州やサルデーニャ州を入れることもある。これはイタリアを南北に二分した際に用いられることが多い。

## 文化
近似性があるとはいえ、シチリア王国とナポリ王国は分立していた時代の方が長く、またシチリアが島であることから、同じ南部でも違いが存在すると言われる。言語的にもシチリア語とナポリ語は厳密に区別される。加えて他の州の間にも、一定の共通性と同時に異なる特色を抱いていることを矮小化すべきではない。とはいえ、政治的に大きくまとめられていたこともあってか、北部に比べて各地方の文化的差異は小さい。
南イタリア地域が中央集権的な外国人による支配があった時代が長かった。そのため中央政府に対する不信感があり、その一部がシチリアのマフィアを代表として、カモッラ、ンドランゲタなどの犯罪組織へ成長した。

## 政治

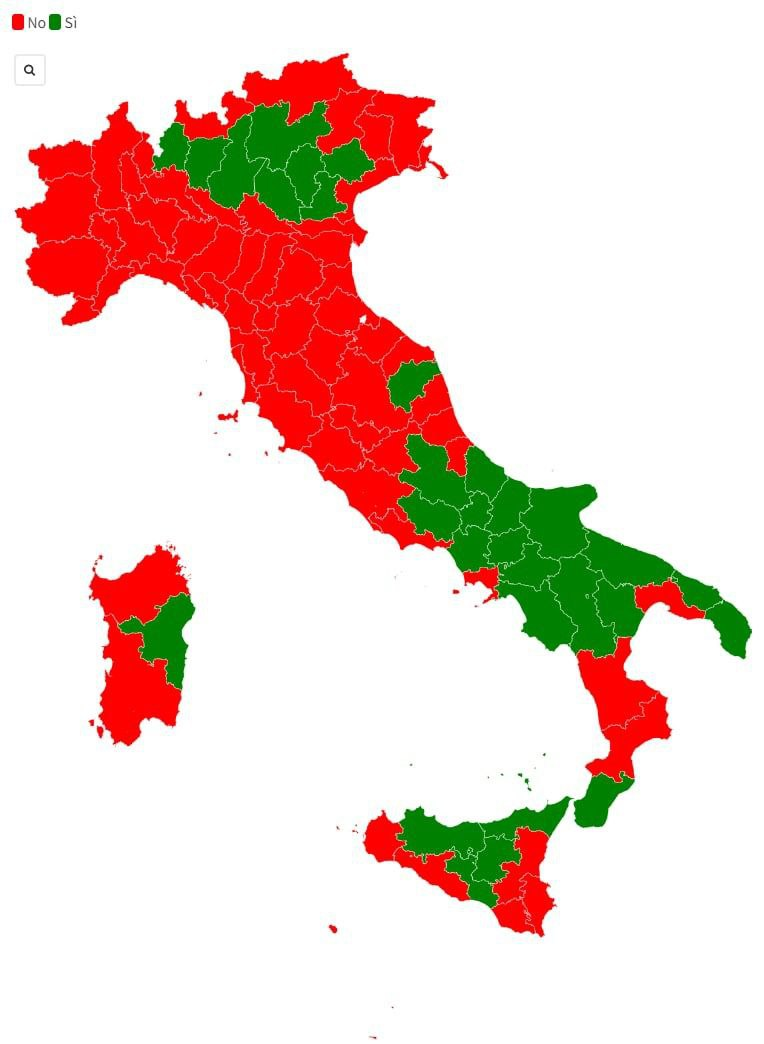
1974年イタリア国民投票の結果。赤が「離婚法廃止に反対」が上回った地域で、緑が「離婚法廃止に賛成」が上回った地域。

南イタリアは保守的な地域で、1946年王政廃止に関するイタリアの国民投票では、北部は王政廃止が多数を占めたが、南部では王政維持が多数を占めた。ナポリでは住民の約80%が王政廃止に反対票を投じたが、国王ウンベルト2世は王政存続の戦いのため南イタリアに逃れるのではないかと噂をされたほどだった。全国の選挙結果が発表され王政廃止が決まると、ナポリの右翼団体が暴動を起こし治安当局との間で流血沙汰になった（メディナ事件）。サヴォイア家の復位を望む王党派が依然として強固な支持を得ていることでも知られるが、一方でサヴォイア朝を敵視し、それ以前のシチリア・ブルボン朝の復活と南イタリア独立を望む両シチリア独立運動も存在する。
1970年に世俗化やフェミニズムの観点から離婚を合法化する離婚法が制定されたが、離婚を教義で認めないカトリック勢力は離婚法の廃止を主張した。1974年に離婚法廃止を問う国民投票が行われ（1974年イタリア国民投票）、全国的には「離婚法廃止に反対」が上回ったが、南イタリアでは「離婚法廃止に賛成」が上回る地域が目立った。
ネオ・ファシスト党（現・国民同盟）の支持基盤でもある。近年になって自治への運動などの地域政党が北部同盟を参考にして立ち上げられたが、こちらは逆に余り支持を得られてはいない。
都市国家の伝統から地域対立が激しく地方分権を求める運動が盛んな北部に比べると、南部は中央集権を望む傾向にある。

## 南部問題

1871年のイタリアの工業化指数。濃い色ほど工業化が進んでいることを示す。南部は工業化が立ち遅れていることが分かる。

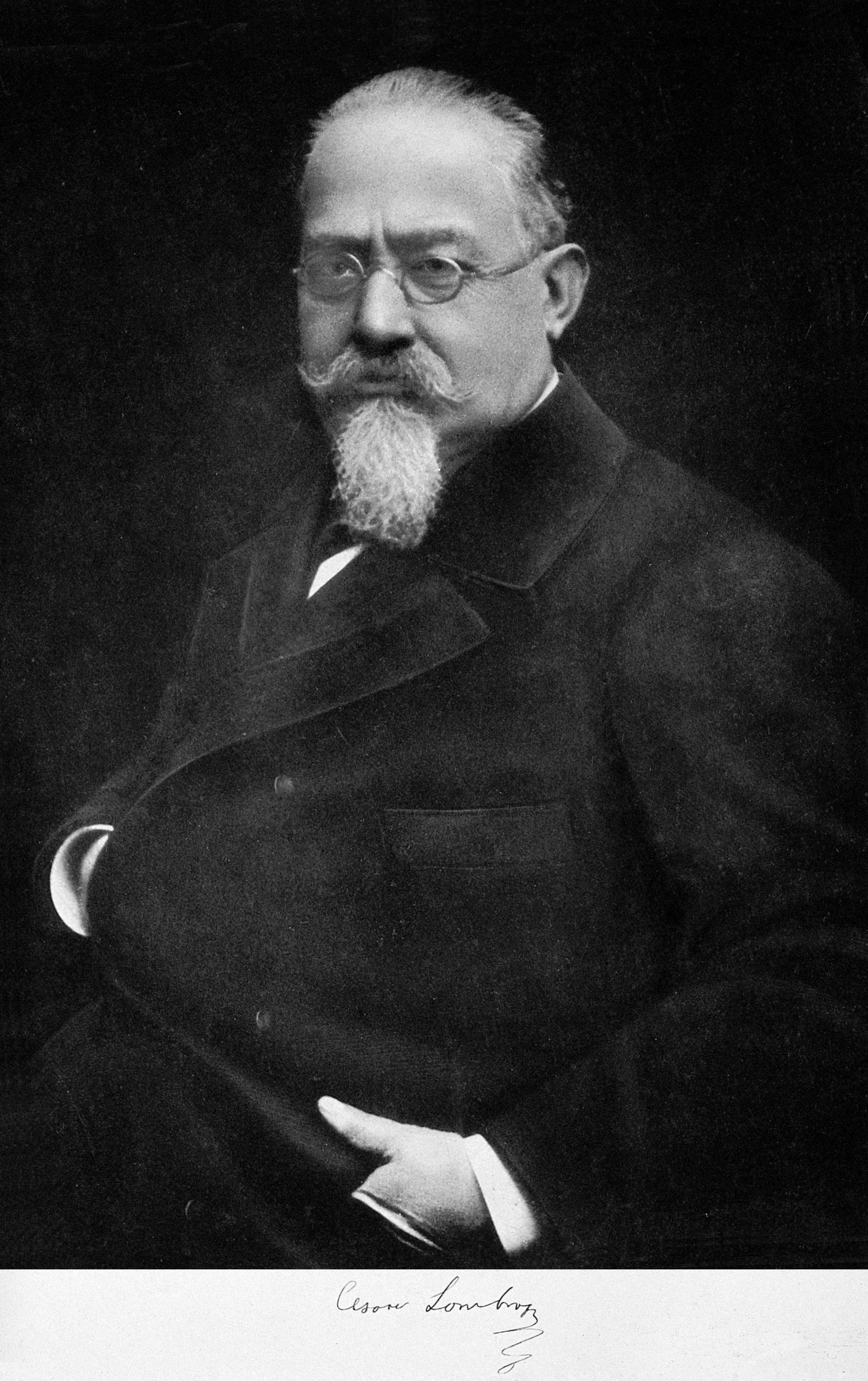
チェーザレ・ロンブローゾ

北部に対する南部の経済格差の問題や、南部に対する差別などの問題は総称して南部問題と呼ばれる（→イタリア統一運動#南部問題の発生も参照）。
17世紀に南イタリアを支配したスペインはナポリに王宮などの立派な建物を整備し威容を誇るようになったが、南イタリア統治そのものには無関心であったため、南イタリアの治安は悪化し荒廃した。そのためナポリはUn paradiso abitato da diavoli（「悪魔にとりつかれた楽園」、又は「悪魔の住まう楽園」）と呼ばれた。
19世紀にイタリア統一運動が勃興したが、南イタリアを統治する両シチリア王国（シチリア・ブルボン朝）のフランチェスコ2世やローマ教皇ピウス9世はそれに否定的な態度だった。ジュゼッペ・ガリバルディによって両シチリア王国が征服されイタリア王国が成立すると、ブルボン朝への崇敬の念が強く、また熱心なキリスト教信者が多い南イタリアでは、それに抵抗するデモや反乱・ブリガンテ（「山賊」「匪賊」と和訳される）の活動が活発化した。元々北イタリア人は南イタリア人を蔑視していたが、それらによって「野蛮な南部」という差別感情がさらに増幅された。統一政府はそれらを一律に「山賊」と呼んで弾圧した。イタリア議会は、ブリガンテを徹底的に取り締まるため1863年にピカ法を制定した。この法令は南イタリアで適用された。ブリガンテは軍事裁判で裁かれることになり、ブリガンテとその共犯が疑われる人物に対して強制指定居住を命じることが可能になった。この法令の問題点は「共犯者」の定義があいまいなことで、ブリガンテと無関係なその親族や友人のほか、共和主義者（民主主義者）や旧ブルボン朝支持者など統一政府にとって都合の悪い人物も無差別に逮捕され、南部住民の権利が抑圧された。
北イタリア人やイタリア各地の自由主義者らは南部に対して差別感情を持っていた。イタリア王国宰相のカミッロ・カヴールは南イタリアを「イタリアで最も腐敗した地域」と呼んだ。ルイージ・ファリーニも「（南イタリアの）モリーゼ・テッラ・ディ・ラヴォーロは何という野蛮な地域だ。まるでアフリカだ。この地域の農民に比べればベドウィン（アフリカの遊牧民）の方がまだ文明的だ。」「南部の住民約700万人のなかにイタリア統一を欲する人物は100人もいない。自由主義者などここには一人もいない。このようなクズ連中を一体どうすれば良いのか。奴らにむち打ち刑でも課すことができれば、奴らを矯正できると思うのだが。」と放言している。国家と一般大衆による自由主義者に対する厳しい迫害・弾圧・差別が行われていた祖国両シチリア王国からサルデーニャ王国へ亡命したフランチェスコ・トリンケーラ（Trinchera Francesco Paolo）は、祖国の民衆を次のように述べている。トリンケーラの考えは国民の野蛮さ・無知蒙昧さ・民度の低さゆえブルボン朝のような悪政を行う政体が存続している、というものだった。
19世紀にイタリアユダヤ人のチェーザレ・ロンブローゾは、脳が生物的に退化し罪を犯しやすい精神的気質を持つ「生来性犯罪者」という概念を提唱した。「生来性犯罪者」は骨相学や観相学に基づき身体的特徴から判別できるとした。ロンブローゾは罪を犯す危険性が高い「生来性犯罪者」を罪を犯す前に事前に識別し、社会から隔離しておくのが良いとした。
ロンブローゾは、南イタリア人は「生来性犯罪者」が多いと論じた。ロンブローゾ学説は南部差別に論理的根拠を与えた。ロンブローゾは数多くの犯罪者の検視に立ち会ったが、ロンブローゾ本人の言によれば「生来性犯罪者」理論はブリガンテの遺体の検視に立ち会ったときに思いついたものであるという。ロンブローゾはイタリア北部住民と南部住民では「人種」に違いがあり、「金髪」の人物が多い北部では犯罪発生率が少なく、「金髪」の人物が少ない南部では犯罪発生率が多いと論じた。
ロンブローゾに師事したエンリコ・フェリはロンブローゾ学説を発展させ「生まれながらの犯罪者」という概念を強調した。フェリは、北部住民はゲルマン人・スラブ人・ケルト人の血を引き、南部住民はアラブ人・フェニキア人・ギリシャ人の血を引いているが、南部住民はアフリカやオリエントの血統を引いているがゆえに犯罪率が高く、犯罪者が多いと論じた。ロンブローゾ学説の流れを汲むアルフレード・ニチェーフォロは、南部住民は罪を犯しやすい精神的気質と野蛮さゆえブリガンテやマフィア・カモッラなどの凶悪犯罪者集団を生み出してきたと論じた。そして南部住民のそれらの精神的気質を治療するためには北イタリア人による南部の「文明化」が必要だと訴えた。
ロンブローゾ学者ではないが、フランス第三共和政の首相だったジョルジュ・クレマンソーは、中世の一千年近くのあいだ、南イタリアはアラブ人やイスラム教徒に支配されていたことから、「イタリア人は半分汚い血が入っている」と公言していた。「汚い血」とは「ヨーロッパ人ではない血」のことでアラブを指しており、南部住民は文化的にも北アフリカに近く肌の色も褐色であることに対する蔑視も含まれていた。
ロンブローゾ学説は海外へも伝播し南米にも定着した。アルゼンチンは欧州からの移民を受け入れていたが都市犯罪件数の増加が見られ、ロンブローゾ学説に基づき移民の「人種」ごとの犯罪発生件数を統計学的に分析し、「人種」ごとの犯罪傾向の調査が進められた。貧困と差別にあえぐイタリア南部住民は多くが移民として海外へ渡ったが、カルロス・ネストル・マシェルは自著『アルゼンチンのイタリア化』で、アルゼンチンに来たイタリア移民はアルゼンチンの発展に貢献せず社会を汚濁するだけの存在だとして排斥を主張した。
皮肉にもナショナリズムによる国民統合を訴えるムッソリーニのファシスト党の全体主義体制下で、国民の分断を煽るロンブローゾ学説に基づく南部差別の論説を公言することが制限され、それは退潮した。しかし北イタリア人の南部に対する差別感情は残り、心理学者のバッタッキ（Marco Walter Battacchi）は1959年段階で北イタリア人が未だに南部に対する差別感情を抱いていることを自著で述べている。南イタリア人に対する差別語として「テッローネ」があり、現代でも南イタリア出身のサッカー選手に対する侮辱として、サッカースタジアムで「テッローネ」と書かれた横断幕が掲げられることがある。経済的発展が立ち遅れている南部は御荷物だという差別感情もあって1990年代に結党された北イタリアの地域政党北部同盟（現在は党名を「同盟」に改称）は、財政的負担になっている南イタリアを切り離すことを目的として、イタリアを三つの国（北部・中部・南部）に分立させ連邦制を構築することを主張し、北イタリア人の支持を集めた。北部同盟はベルルスコーニ内閣に閣僚を送り込むまでに成長しリソルジメントの在り方が問われた。
イタリア統一に貢献した軍人として陸軍大将エンリコ・チャルディーニはイタリア各地で顕彰されているが、ブリガンテ鎮圧の任務にあたっていたときチャルディーニの命令によって南部住民の虐殺が引き起こされたとして、ナポリ市議会は2016年に商工会議所に設置されていたチャルディーニの胸像の除去を決議し、2017年にチャルディーニに贈られていた名誉市民の称号を抹消することを決議した。
19世紀後半から20世紀にかけての南部の実態を記録した書物にはジョージ・ギッシングの『南イタリア周遊記』や、カルロ・レーヴィの『キリストはエボリで止まった』などがある。